# Haider al-Abadi
Haider Jawad Kadhim Al-Abadi (hay al-'Ibadi; Tiếng Ả rập: حيدر جواد كاظم العبادي, sinh ngày 25 tháng 04 năm 1952) là một chính khách Iraq, Thủ tướng Iraq từ năm 2014. Trước đó ông là Bộ trưởng bộ Truyền thông 2003-2004 trong chính phủ đầu tiên sau khi Saddam Hussein sụp đổ. Là một người Hồi giáo dòng Shia, ông trở thành Thủ tướng sau khi được Tổng thống Fuad Masum phê chuẩn vào 11 tháng 8 năm 2014, kế nhiệm Nouri al-Maliki và được sự chấp thuận của Quốc hội ngày 8 tháng 9 năm 2014.